# فینال جام حذفی فوتبال ایتالیا ۲۰۱۲
فینال جام حذفی فوتبال ایتالیا ۲۰۱۱ شصت و پنجمین فصل از رقابت‌های کوپا ایتالیا بود. این مسابقه در ۲۰ مهٔ ۲۰۱۲ بین ناپولی و یوونتوس در ورزشگاه المپیک رم برگزار شد. در نهایت باشگاه فوتبال ناپولی با گل‌های ادینسون کاوانی و مارک همشیک برای چهارمین بار قهرمان کوپا ایتالیا شد.